# Данкув-Малий
Данкув-Малий (пол. Danków Mały) — село в Польщі, у гміні Влощова Влощовського повіту Свентокшиського воєводства.
Населення — 232 особи (2011).
У 1975-1998 роках село належало до Келецького воєводства.

## Демографія
Демографічна структура на день 31 березня 2011 року:
|          | Загалом | Допрацездатний вік | Працездатний вік | Постпрацездатний вік |
| -------- | ------- | ------------------ | ---------------- | -------------------- |
| Чоловіки | 121     | 26                 | 85               | 10                   |
| Жінки    | 111     | 17                 | 65               | 29                   |
| Разом    | 232     | 43                 | 150              | 39                   |